# ウォルター・ディーン・マイヤーズ
ウォルター・ディーン・マイヤーズ（Walter Dean Myers、1937年8月12日 - 2014年7月1日）はアメリカ合衆国の小説家。
青少年向けにフィクション、ノンフィクション、詩などを多数発表した。

## 受賞歴
コレッタ・スコット・キング賞(Coretta Scott King Award)
- 1980 The Young Landlords
- 1985 Motown and Didi
- 1989 Fallen Angels
- 1992 Now is Your Time: The African American Struggle for Freedom
- 1997 Slam

マーガレット・A・エドワーズ賞(Margaret Edwards Award)
- 1994 Hoops (1983), Motown and Didi (1985), Fallen Angels (1988), Scorpions (1988)

児童文学遺産賞
- 2019

フェニックス賞Honor賞
- 2013 Malcolm X: By Any Means Necessary
- 2020 『ニューヨーク145番通り』

マイケル・L・プリンツ賞(Michael L. Printz Award)
- 2000 Monster

## 日本語訳された作品
- 『自由をわれらに - アミスタッド号事件』ノンフィクション・books、金原瑞人訳、小峰書店、1998年10月
- 『サラの旅路 - ヴィクトリア時代を生きたアフリカの王女』ノンフィクション・books、宮坂宏美訳、小峰書店、2000年11月
- 『ニューヨーク145番通り』Y.A.books、金原瑞人、宮坂宏美訳、小峰書店、2002年12月
- 『バッドボーイ』Y.A.books、金原瑞人訳、小峰書店、2003年12月